# 3. korpus (Kopenska vojska ZDA)
Za druge 3. korpuse glejte 3. korpus.
3. korpus je korpus Kopenske vojske Združenih držav Amerike.